# Скелет (істота)

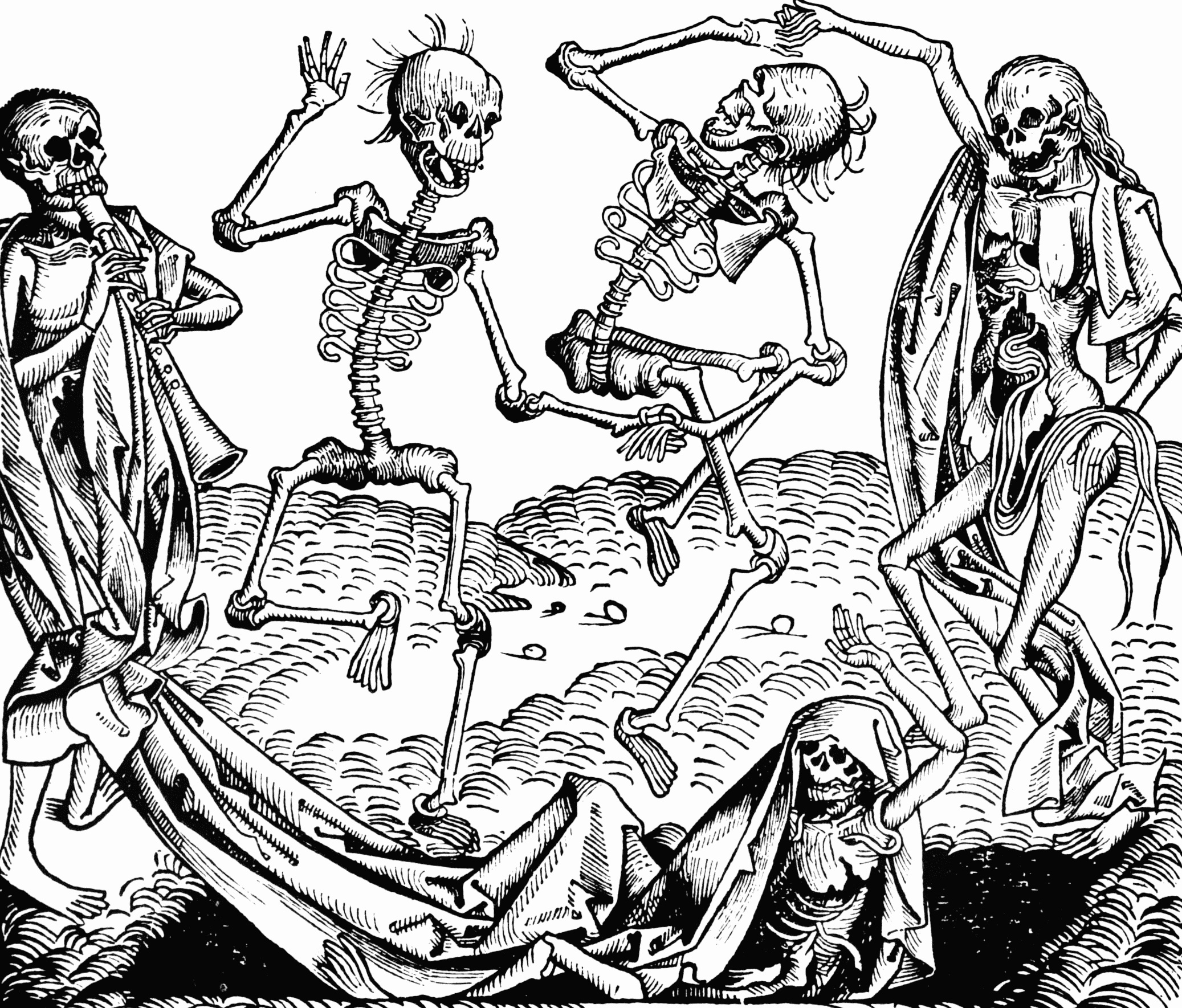
Анімовані скелети в «Танці смерті» (1493), гравюрі на дереві Міхаеля Вольгемута з «Liber chronicarum » Гартмана Шеделя.

Скелет —  це тип фізично маніфестованої немертвої істоти, що часто зустрічається у фентезі, готиці та фантастиці жахів, а також у міфології, фольклорі та різних видах мистецтва. Здебільшого це людські скелети, але вони також можуть належати будь-якій істоті чи расі, що мешкає на Землі або у світі фентезі.

## Міфи і фольклор
Анімовані людські скелети використовувалися як уособлення смерті в західній культурі з часів Середньовіччя, можливо, під впливом долини сухих кісток у Книзі Єзекіїля. Смерть часто зображується як скелет у капюшоні, що тримає косу (а іноді й пісочний годинник), авторство якого приписують Гансу Гольбейну Молодшому (1538). Смерть як одного з біблійних вершників Апокаліпсису зображували як скелет верхи на коні. «Тріумф смерті» — картина Пітера Брейгеля Старшого 1562 року, на якій зображена армія скелетів, що здійснює набіг на місто і вбиває його мешканців.
Анімовані людські скелети використовувалися як уособлення смерті в західній культурі з Середньовіччя, на уособлення, можливо, вплинула Долина сухих кісток у Книзі Єзекіїля .  Жнець часто зображується у вигляді скелета в капюшоні, який тримає косу (і іноді пісочний годинник ), що приписується Гансу Гольбейну Молодшому (1538).  Смерть як одного з біблійних вершників Апокаліпсису зображували у вигляді скелета, який верхи на коні. «Тріумф смерті» — картина Пітера Брейгеля Старшого 1562 року, на якій зображена армія скелетів, яка нападає на місто та вбиває його мешканців. 
«Казка про того, хто ходив страху вчитися» — це казка братів Грімм, у якій хлопчик на ім’я Ганс приєднується до кола танцюючих скелетів. 
У японському фольклорі Мекурабе — це черепи з очними яблуками, які загрожують Тайрі но Кійоморі.

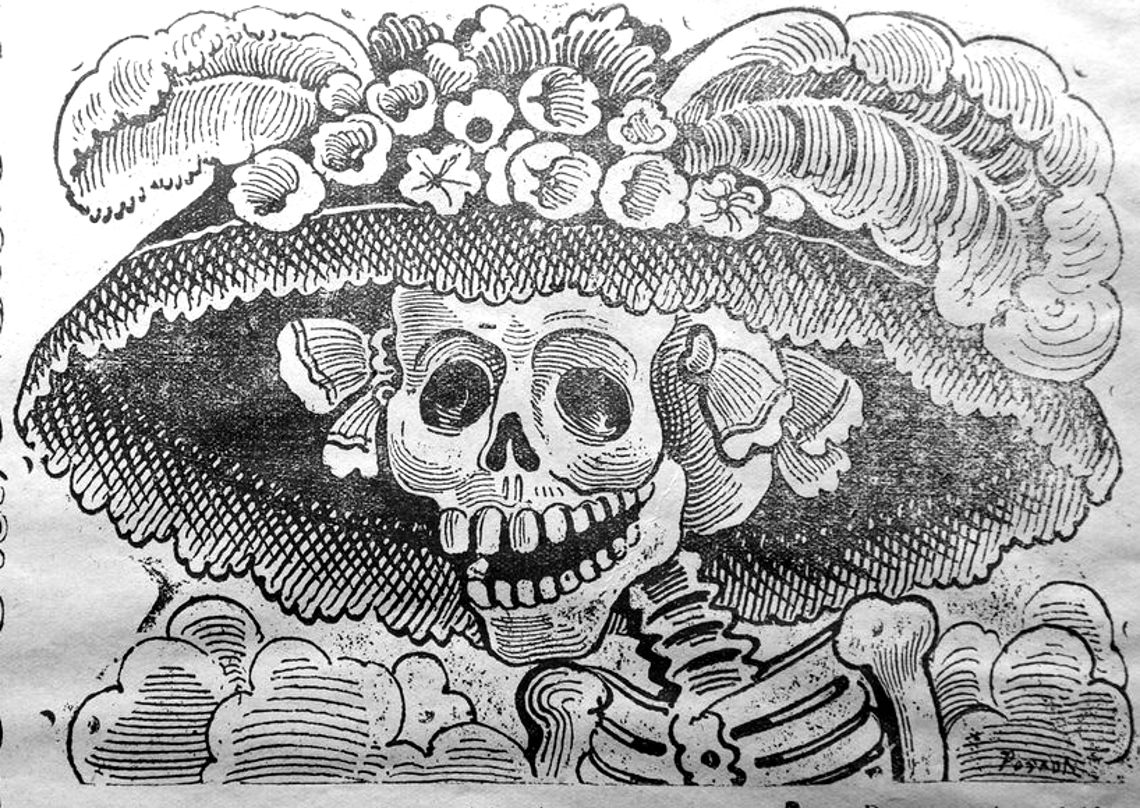
Офорт цинку Хосе Гвадалупе Посада 1913 року La Calavera Catrina

### Мексика
Фігурки та зображення скелетів, що займаються рутинними справами, є поширеним явищем на святкуванні  Дня мертвих у Мексиці, де черепи  символізують життя, а їхні звичні обставини спонукають до легковажності. Одним із найбільш впізнаваних елементів святкування стали багато прикрашені цукерки у вигляді черепів . У Мексиці вони відомі під назвою "калакас", що з мексиканської іспанської  означає "скелет". Сучасна асоціація між іконографією скелета та Днем мертвих була натхненна "Калаверою Катріни"(La Calavera Catrina), офортом на цинку, створеним мексиканським карикатуристом Хосе Гвадалупе Посада  в 1910-х роках і опублікованим посмертно в 1930 році. Спочатку сатира на мексиканських жінок, які соромилися свого корінного походження і одягалися, імітуючи французький стиль, наносячи рясний макіяж, щоб зробити шкіру білішою, згодом вона стала більш загальним символом марнославства. У 20-му столітті Катріна закріпилася в мексиканській свідомості і стала національною іконою, часто зображуваною в народному мистецтві.

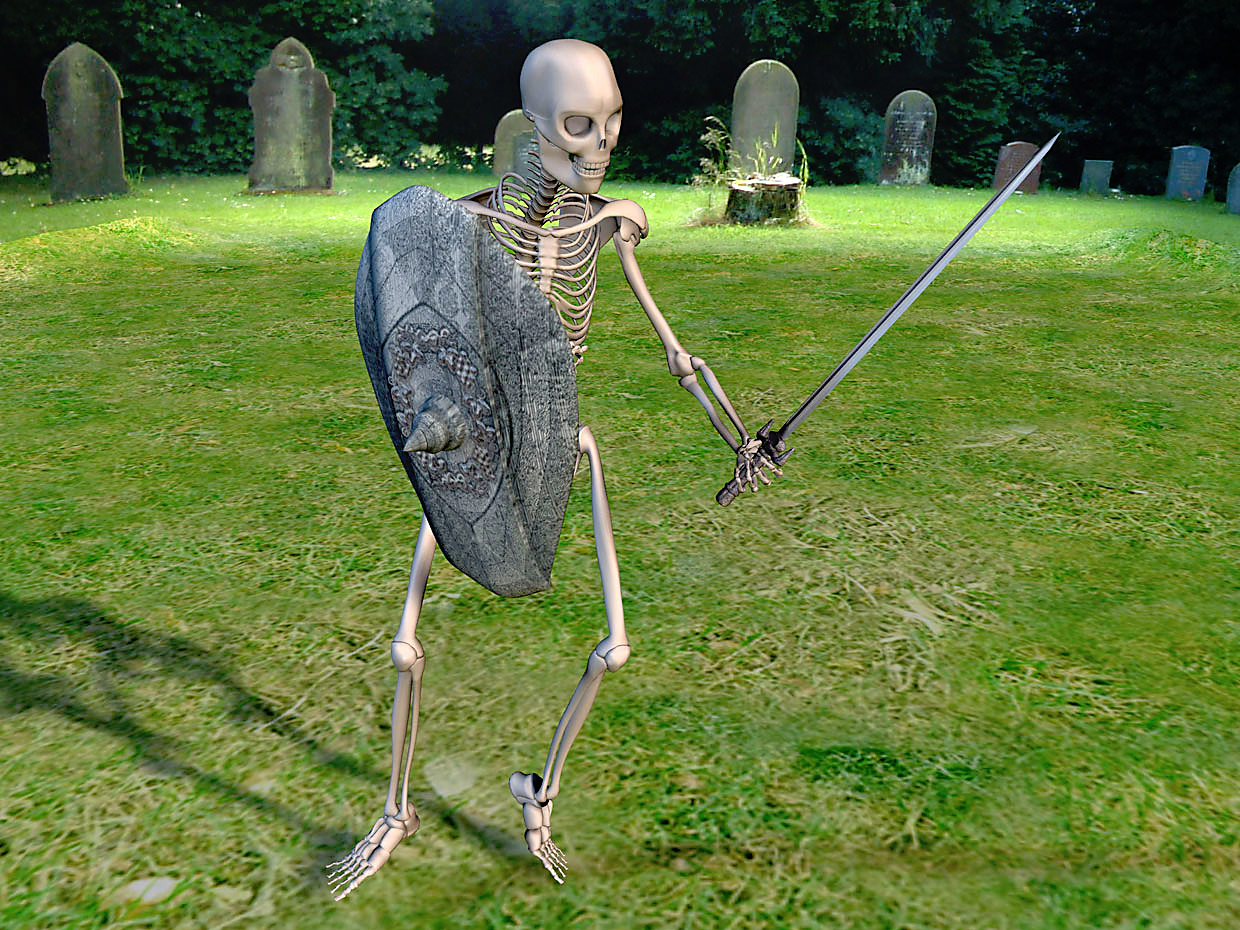
CG скелет, який зазвичай зустрічається в сучасних іграх на тему фентезі.

## Дивись також
- Ла Калавера Катріна
- Смерть (персоніфікація)
- Мумія
- Санта Муерте
- Танець скелетів
- Зомбі